# Université Gallaudet
Pour les articles homonymes, voir Gallaudet (homonymie).
L'université Gallaudet est une université semi-publique, fondée en 1864, destinée aux sourds et malentendants, située à Washington. Elle fut la première institution d'enseignement supérieur destinée aux sourds, et est toujours la seule université au monde dans laquelle tous les programmes et services sont spécifiquement conçus pour les sourds et malentendants. L'université doit son nom à Thomas Hopkins Gallaudet, une personnalité marquante de l'éducation destinée aux sourds. L'enseignement de l'université est bilingue, langue des signes américaine et anglais. Bien qu'il n'y ait pas d'exigence spécifique en ce qui concerne la langue des signes à l'entrée de l'université, beaucoup de programmes d'enseignement de troisième cycle demandent des compétences en langue des signes.
Depuis le mouvement étudiant Deaf President Now de 1988, pour s'assurer que l'équipe dirigeante de l'université puisse comprendre les besoins de la population étudiante, le personnel est majoritairement sourd : en 2025, le président, le chef de cabinet et les responsables de l'enseignement, du bilinguisme, de la communication, des admissions au premier cycle, des finances, des affaires juridiques et des opérations, le doyen des affaires étudiantes et le responsable de l'enseignement du Centre Clerc sont sourds. Conformément au même objectif de représentativité des étudiants, la majorité des cadres nommés sont des femmes.

## Histoire
En 1856, Amos Kendall, philanthrope et Postmaster General des États-Unis, (chef de l'United States Postal Service), prend conscience du manque de soin apporté aux enfants sourds et aveugles de Washington. À la demande de Kendall, la justice place ces enfants sous la tutelle du philanthrope, qui leur consacre un hectare de sa propriété pour l'établissement de logements et d'une école.
En 1857, le 34e Congrès des États-Unis vote l'accréditation de l'école fondée par Kendall, qui devient la Columbia Institution for the Instruction of the Deaf and Dumb and the Blind (Établissement de Columbia pour l'instruction des sourds, muets et aveugles) et lui apporte un soutien financier pour la scolarisation des enfants nécessiteux sourds, muets ou aveugles du District de Columbia.
En 1864, le 38e Congrès arroge à l'école le droit d'accorder et de certifier des diplômes universitaires.
En 1865, le 38e Congrès retire à l'école la prescription de l'enseignement des aveugles, et la renomme Columbia Institution of the Deaf and Dumb (Établissement de Columbia pour les sourds et muets).
En 1954, le Congrès amende la charte de l'établissement et transforme le nom en Gallaudet College, de manière qu'il corresponde au nom officiel du département collégial utilisé depuis 1864.
En 1986, le Congrès amende encore la charte de l'établissement, qui devient le Gallaudet University (université Gallaudet).
En septembre 2000, Eric Plunkett Freshman (étudiant en première année) est assassiné dans le Cogswell Hall (plus tard appelé Ballard North).
En février 2001, Benjamin Varner, Freshman lui aussi est assassiné dans le Krug Hall (plus tard appelé Ballard West). Joseph Mesa, un autre étudiant de première année, est reconnu coupable des deux homicides en 2001.

### Liste de présidents de l'université Gallaudet
- 1864-1910:  Edward Miner Gallaudet
- 1910-1945 : Dr. Percival Hall
- 1945-1969 : Leonard M. Elstad
- 1969-1983 :  Edward C. Merrill, Jr.
- 1983-1984 :  W. Lloyd Johns
- 1984-1988 : Jerry C. Lee
- Mars 1988 : Elisabeth Zinser
- 1988-2006 : Irving King Jordan
- 2006-2009 :  Robert Davila
- 2010-2015 : Alan Hurwitz
- Depuis 2016 : Roberta Cordano

### Bâtiments
L'université Gallaudet a plusieurs bâtiments:
- La maison One, la maison de président de l'université Gallaudet[3].
- Le Quartier historique du collège Gallaudet, le principal bâtiment de l'université Gallaudet[4].

### Activités
- Football américain : Bison de Gallaudet

## Controverse

### Deaf President Now
La grève des étudiants de Gallaudet, qui commença le 6 mars 1988, modifia profondément la perception et l'enseignement de la « culture sourde. »
Les étudiants sourds étaient indignés par la nomination d'une nouvelle présidente non sourde, Elizabeth Zinser, à la suite d'une longue lignée d'autres présidents non sourds. Les anciens élèves, le corps enseignant, le personnel, et les élèves réclamèrent que, lors de la prochaine nomination du président d'université, celui-ci soit sourd. Au bout d'une semaine de protestation et d'action, Zinser démissionna et fut remplacée par I. King Jordan. Ce mouvement devint connu sous le nom de Deaf President Now (DPN).

### L'unité du mouvement Gallaudet
En septembre 2005, Jordan annonce son départ à la retraite. Le 1er mai 2006, le conseil d'administration de l'université annonce que Jane Fernandes, actuelle doyenne de l'université, sera la prochaine présidente de l'université. Cette décision provoque une vague de protestation parmi les étudiants, tant en personne, sur le campus, que sur internet, dans les blogs et forums.
Au départ, les étudiants protestent contre le manque de diversité raciale parmi les finalistes, contre le manque de motivation de Fernandes, et ses faiblesses dans la langue des signes américaine.
Jordan dénonça publiquement les critiques, selon lui,  qui rejettent le docteur Fernandes parce qu'elle n'est pas assez sourde. Il décrit le mouvement de contestation comme du communautarisme identitaire, en disant, « nous nous chamaillons sur ce que veut dire "être sourd". »
Le Washington Post signale que Fernandes « voudrait voir l'établissement accueillir plus de personnes qui n'ont pas grandi en utilisant le langage des signes », déclarant que Gallaudet doit comprendre toutes les sortes de surdité. Ses opposants craignent un « affaiblissement du langue des signes américaine, dans un établissement qui devrait être son porte-drapeau. »
Selon les protestataires, Fernandes déforme leurs arguments. Ils rappellent alors que la contestation est fondée sur l'inaptitude de Fernandes à diriger, un processus de sélection inégal, et des problèmes de longue date au sein de l'école.
Au printemps 2006, les étudiants bloquent les entrées du campus Gallaudet, tiennent des rassemblements, et installent des tentes à proximité de l'entrée principale de l'université. Fernandes, désignée comme présidente, soutient qu'elle ne se désisterait pas. Le 8 mai, le corps enseignant refuse d'accorder sa confiance au docteur Fernandes lors d'un vote.
Quand, à l'automne 2006, l'année académique reprend, quelques étudiants, le corps enseignant, le staff et les anciens élèves continuent de protester, appelant Fernandes à démissionner et à recommencer le processus de désignation d'un président. Le 11 octobre, un groupe d'étudiant ferme le campus en signe de protestation. Le 16 octobre, lors d'une réunion régulière, les membres du corps enseignant votent à 138 contre 24 pour empêcher le docteur Fernandes d'accéder à la fonction de président de l'université de Gallaudet.
Fernandes déclare : « je ne comprends vraiment pas, donc, cela ne doit pas venir de moi... Je pense que c'est une question d'évolution, de changement, et de croissance de la communauté sourde. »
Le 29 octobre, l'université retire sa nomination de Fernandes. À travers le Washington Post, Jordan défend les conclusions de Fernandes, et dénonce la décision du conseil, ainsi que les actions des protestataires. « Je suis convaincu que le conseil a fait une grave erreur, en accédant aux exigences des protestataires, et en mettant fin à la présidence de Fernandes avant que celle-ci ne commence. »
Le 10 décembre 2006, le conseil d'administration annonce que Robert Davila sera le président par intérim, pour un maximum de deux ans. Il prend officiellement sa charge le 9 mai 2007, pendant une cérémonie durant laquelle la déléguée du Congrès du district de Columbia, Eleanor Holmes Norton, expose, dans un discours, de manière positive les protestations de 2006. Robert Davila démissionne le 31 décembre 2009.
Le 18 octobre 2009, le conseil d'administration annonce que le dixième président de Gallaudet sera le docteur Alan Hurwitz.
Sa titularisation prend effet le 1er janvier 2010.

### Accréditation
Le 29 juin 2007, à la suite de la controverse à propos de la présidence de l'université, Gallaudet est placée sous probation par son organisation accréditrice, la Commission sur l'éducation supérieure de l'association des universités et écoles des Middle states (en: Middle States Association of Colleges and Schools).
Le Washington Post rapporte que la commission des Middles States (MSC) s'inquiète des carences au niveau de la direction, de la rigueur académique, la student retention, et leur intégrité, problèmes qui doivent être résolus pour que l'école garde son accréditation. Le journal note aussi que, en 2006, le bureau de gestion et du budget a rapporté que « Gallaudet manque à ses buts, ou a montré des signes de déclin dans des secteurs clés, y compris le nombre d'étudiants qui restent à l'école, sont diplômés, poursuivent des études de troisième cycle ou trouvent un emploi correspondant à leur diplôme. » Selon l'article, si l'école perd son accréditation, les étudiants ne pourraient plus recevoir de prêts fédéraux, et pourraient ne plus pouvoir faire valider et correspondre leurs acquis dans d'autres universités. L'école quant à elle, pourrait perdre les subventions fédérales qui s'élèvent à 108 millions par an. En janvier 2007, l'ancien président Jordan plus un éditorial à ce sujet dans le Washington Post.
La MSC confirme l'accréditation de Gallaudet le 27 juin 2008.

## L'implication de l'État fédéral
L'université reconnaît qu'elle est une « entreprise créée par le Congrès pour servir des intérêts gouvernementaux. » L'université et le ministère de l'Éducation s'accordent sur le fait que Gallaudet a une structure mise en place par le gouvernement fédéral, qui lui donne le statut d'« établissement privé, agréé par le gouvernement fédéral, à but non lucratif. »
- Le Congrès intègre l'institution de Columbia en 1857, modifie sa Charte de manière significative en 1954, et autorise l'affectation d'un budget permanent de l'établissement par le Congrès. en 1986, le Congrès vote l'«education of the Deaf Act», et l'amende en 1992. Ces lois, votées par le congrès, font partie des "règles suprêmes de l'université Gallaudet".
- Gallaudet doit obtenir une autorisation du ministre de l'Éducation pour pouvoir vendre ou transférer n'importe lequel de ses biens immobiliers.
- Les diplômes de tous les diplômés de Gallaudet sont signés par le président des États-Unis en exercice.
- Trois membres du congrès sont nommés au conseil d'administration de l'université, en tant que représentants du peuple.
- Gallaudet reçoit la majorité de ses revenus sous la forme de crédits annuels de la part du Congrès. Le ministère de l'Éducation supervise les crédits accordés à l'université par le gouvernement fédéral.
- L'université Gallaudet (et le National Technical Institute for the Deaf) sont autorisés à faire des acquisitions grâce au General Services Administration.

Le 55e rapport annuel de Gallaudet comprend une annexe, qui inclut les textes de 99 lois fédérales, liées à Gallaudet, Columbia, qui ont été votées entre 1857 et 1912.

## Recherches
À partir de 1958, onze étudiants et professeurs de l'université participent à un programme d'études physiologiques de la NASA, les Gallaudet Eleven.

### Citation
- Un groupe étudie le terme sourd et choisit comme la définition dessous:

« Quiconque ne peut pas comprendre la parole (avec ou sans prothèses auditives ou d’autres dispositifs) en n’utilisant que les sons (c’est-à-dire sans indice visuel tel que la lecture labiale) est sourd. »

— L’université Gallaudet

## Partenaire
Le 2 novembre 2007, l'université Gallaudet et l'université technique de Tsukuba ont signé un accord d'échange.

## Personnalités liées à l'université
- Edward Miner Gallaudet
- William Stokoe
- Roberto Wirth
- Nyle DiMarco
- Paul D. Hubbard
- Andrew Foster
- Francis Maginn

## Culture
L'université Gallaudet est dans la série documentaire Deaf U : Le Campus en langue des signes, où les étudiants sourds y explorent la vie et découvrent l'histoire sourde, ainsi que dans le film documentaire Deaf President Now! (2025), co-réalisé par Nyle DiMarco et Davis Guggenheim, dépeignant le mouvement Deaf President Now.

## Galerie

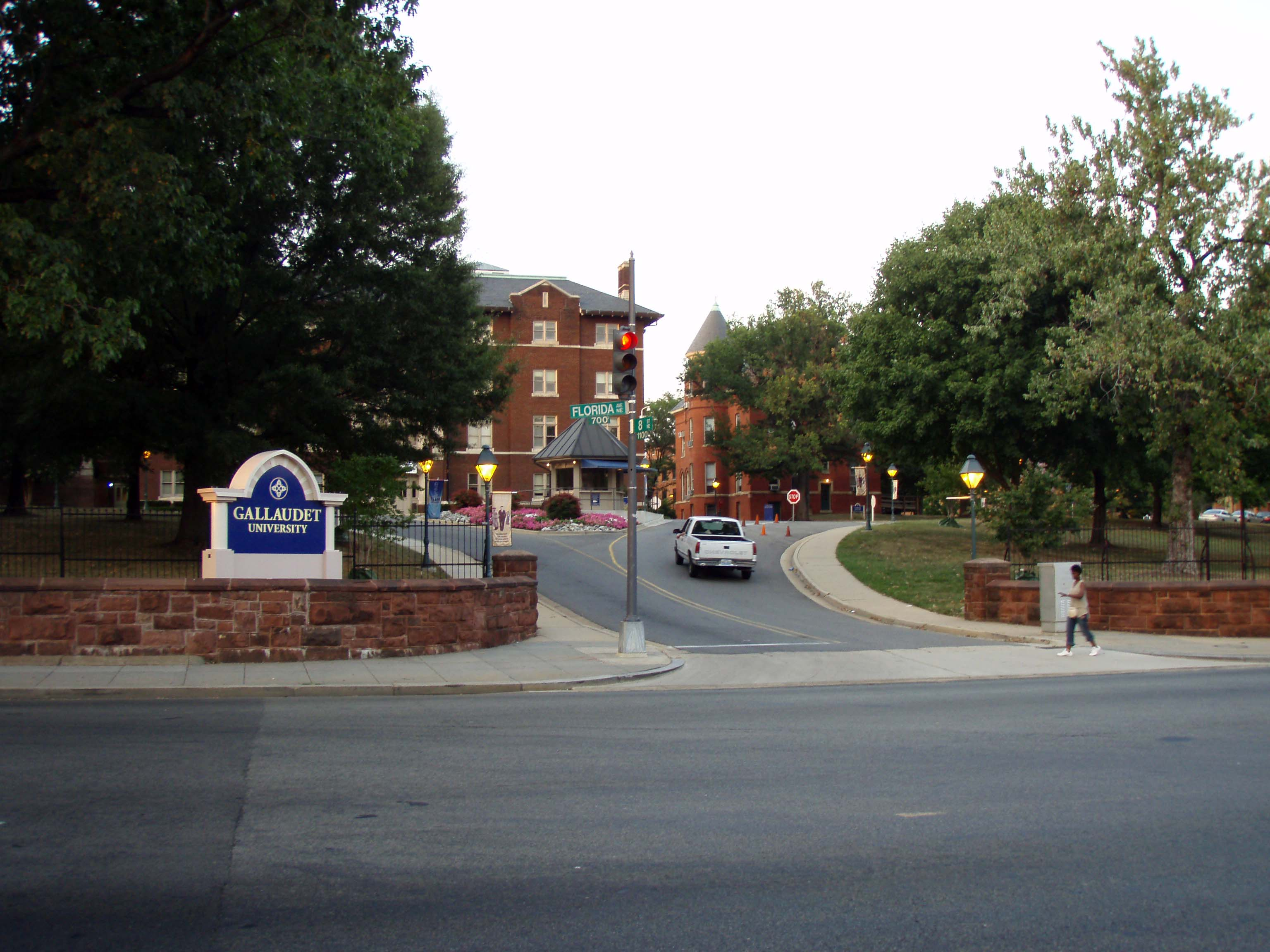
Entrée de l'université.
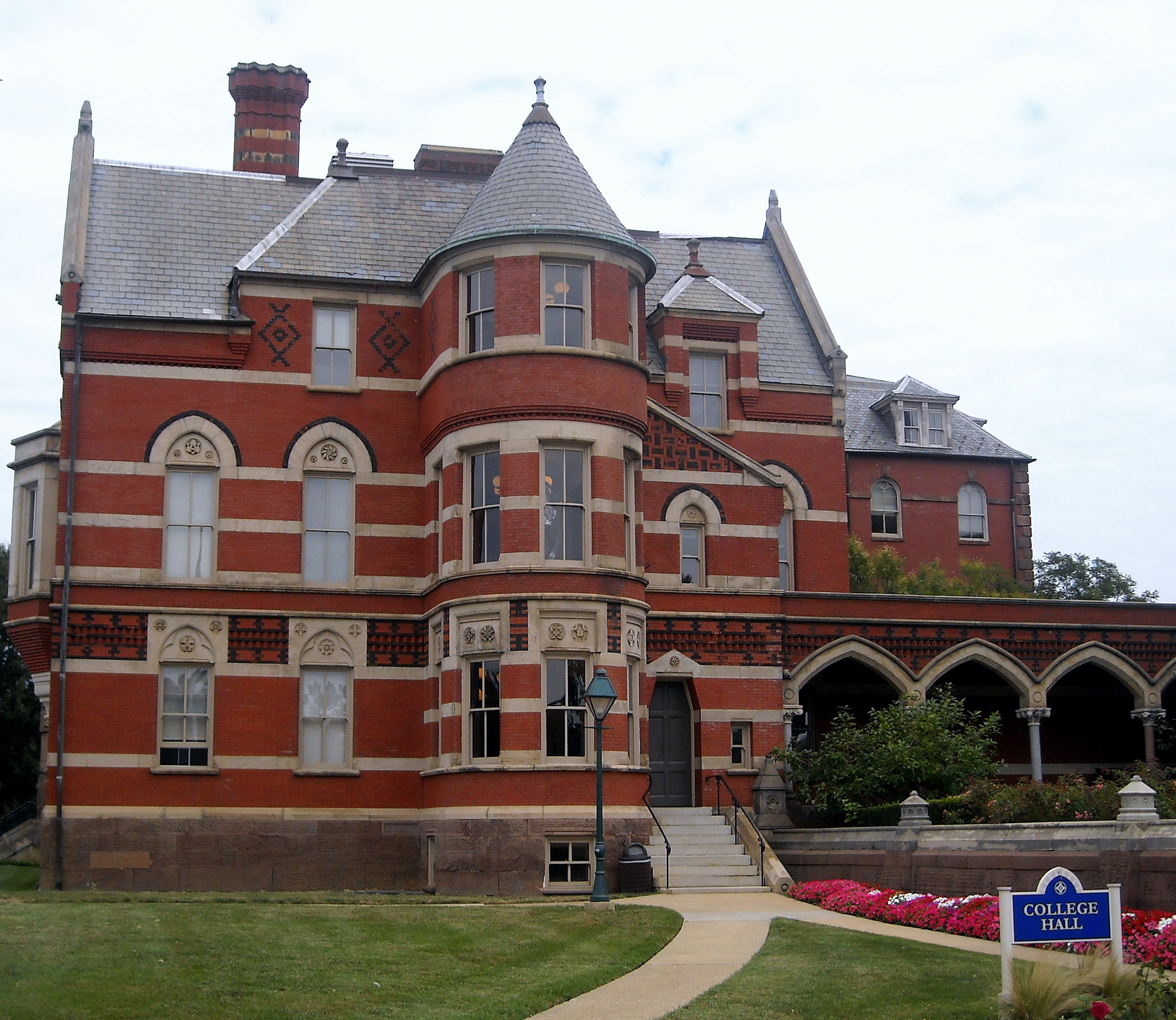
Le College Hall situé sur le campus de l'université est un bâtiment gothique victorien construit en 1877.
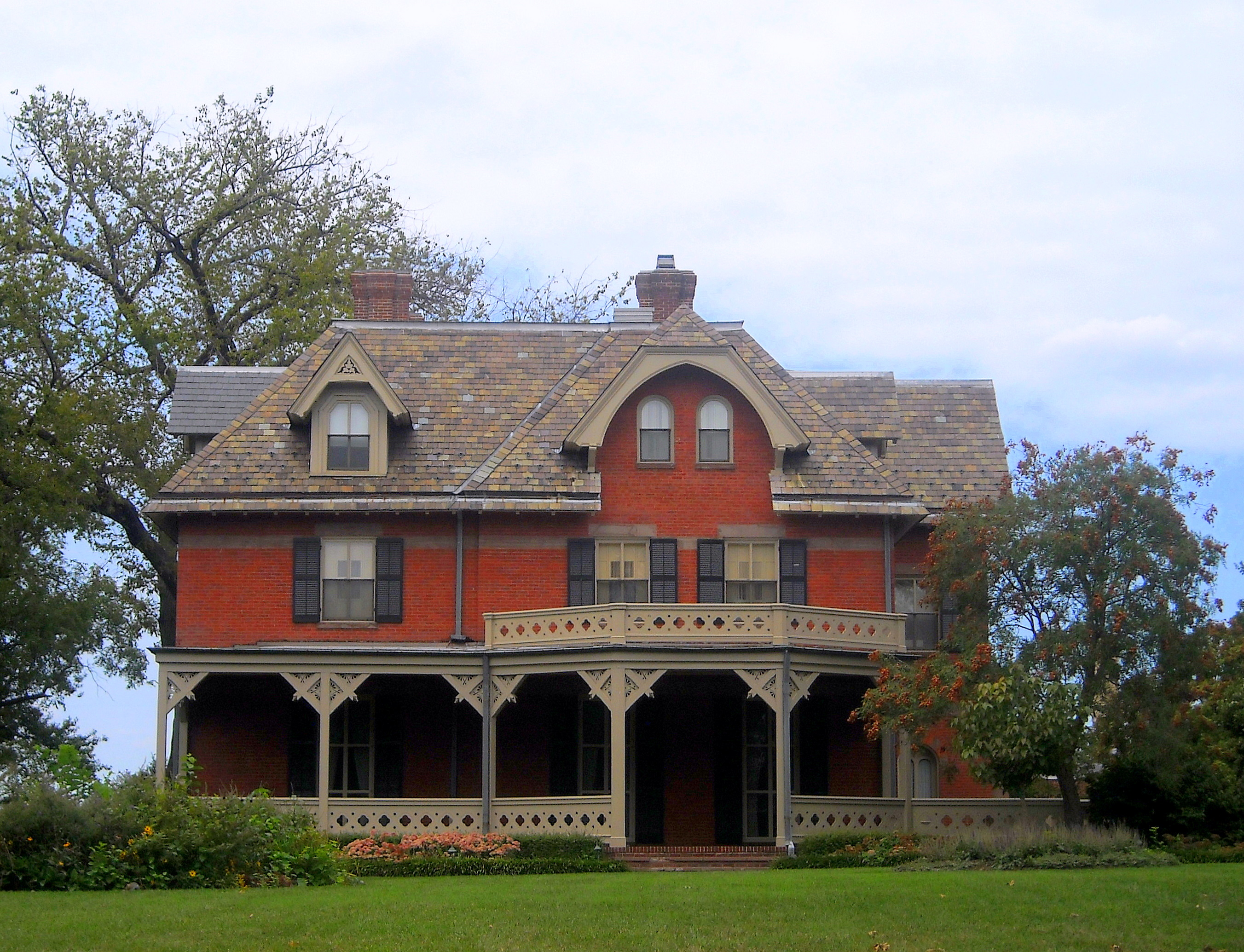
Maison One.
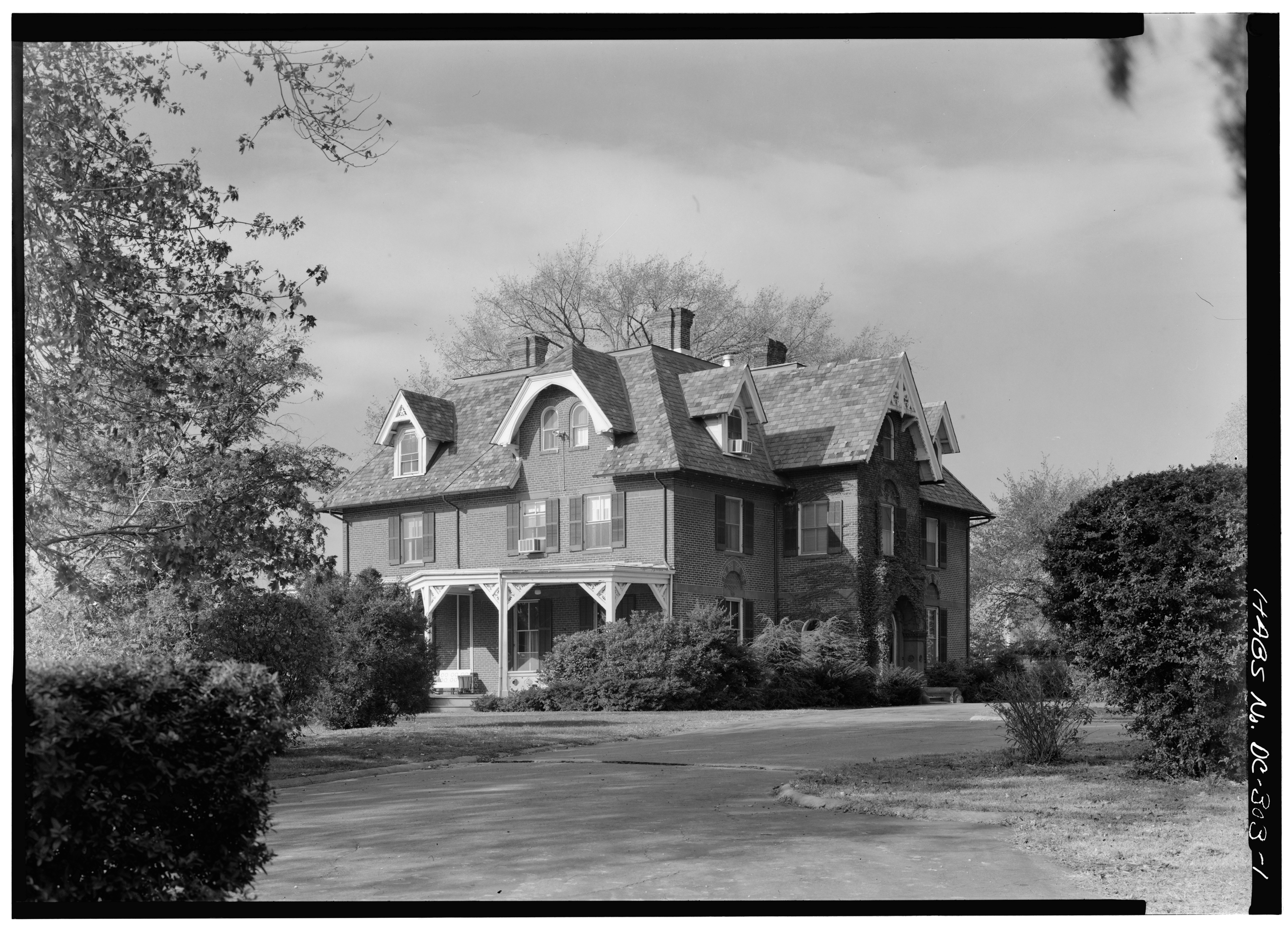
Maison One.
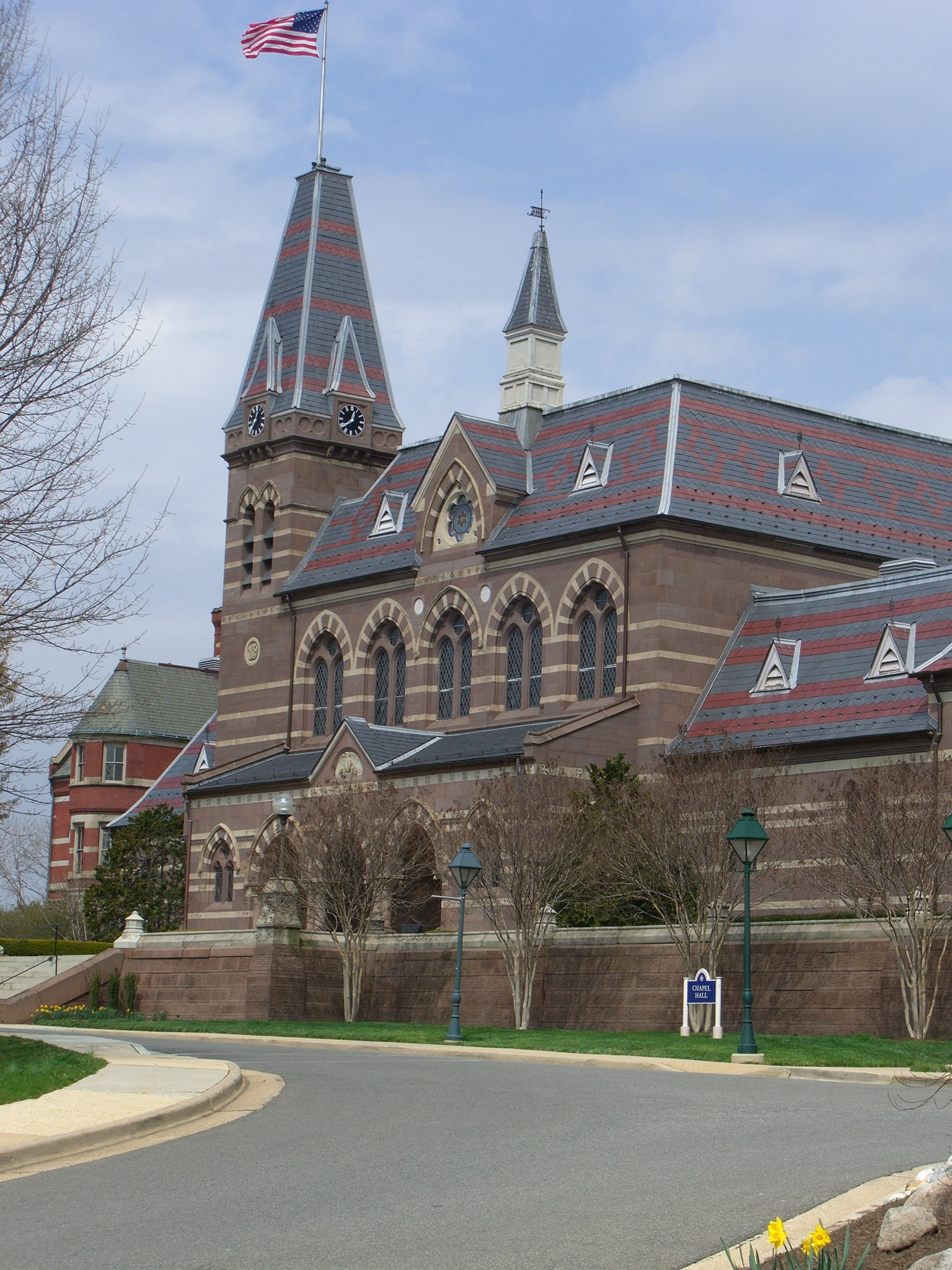
Quartier historique du collège Gallaudet.